# Johan Ernst Gunnerus
Johan Ernst Gunnerus (Christiania, 26 de febrero de 1718 - 25 de septiembre de 1773) fue un naturalista, profesor, botánico, micólogo y obispo noruego.

## Biografía
Gunnerus nació en Christiania. Fue obispo de Trondheim desde 1758, y profesor de teología en la Universidad de Copenhague.
Gunnerus tenía un gran interés por historia natural y acumuló una gran colección de especímenes de sus excursiones por el centro y el norte de Noruega. También les solicitaba a otros conocidos que le enviaran especímenes.
Junto con el historiador Gerhard Schönning y con Peter Friederich Suhm fundó la Sociedad Trondheim en 1760.
En 1767 se le reconoció su labor nombrándole miembro de la Real Sociedad de las Ciencias y las Letras de Noruega.
Fue vicepresidente y Director Perpetuus de esta Sociedad desde 1767 a 1773. La sociedad comenzó a publicar un semanario en 1761, titulado Det Trondhiemske Selskabs Skrifter, actualmente publicado como Det Kongelige Norske Videnskabers Selskabs Skrifter. En 1765 Gunnerus publicó la descripción de un tiburón peregrino en este semanario, dándole el nombre científico de Squalus maximius.

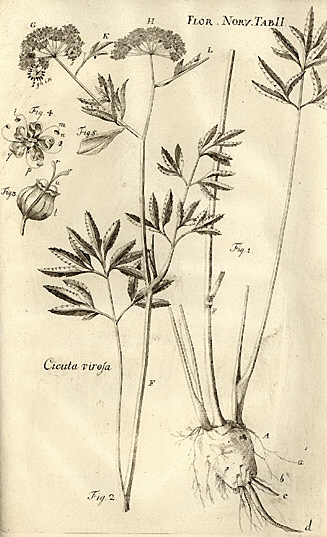
Cicuta virosa en su "Flora Norvegica".

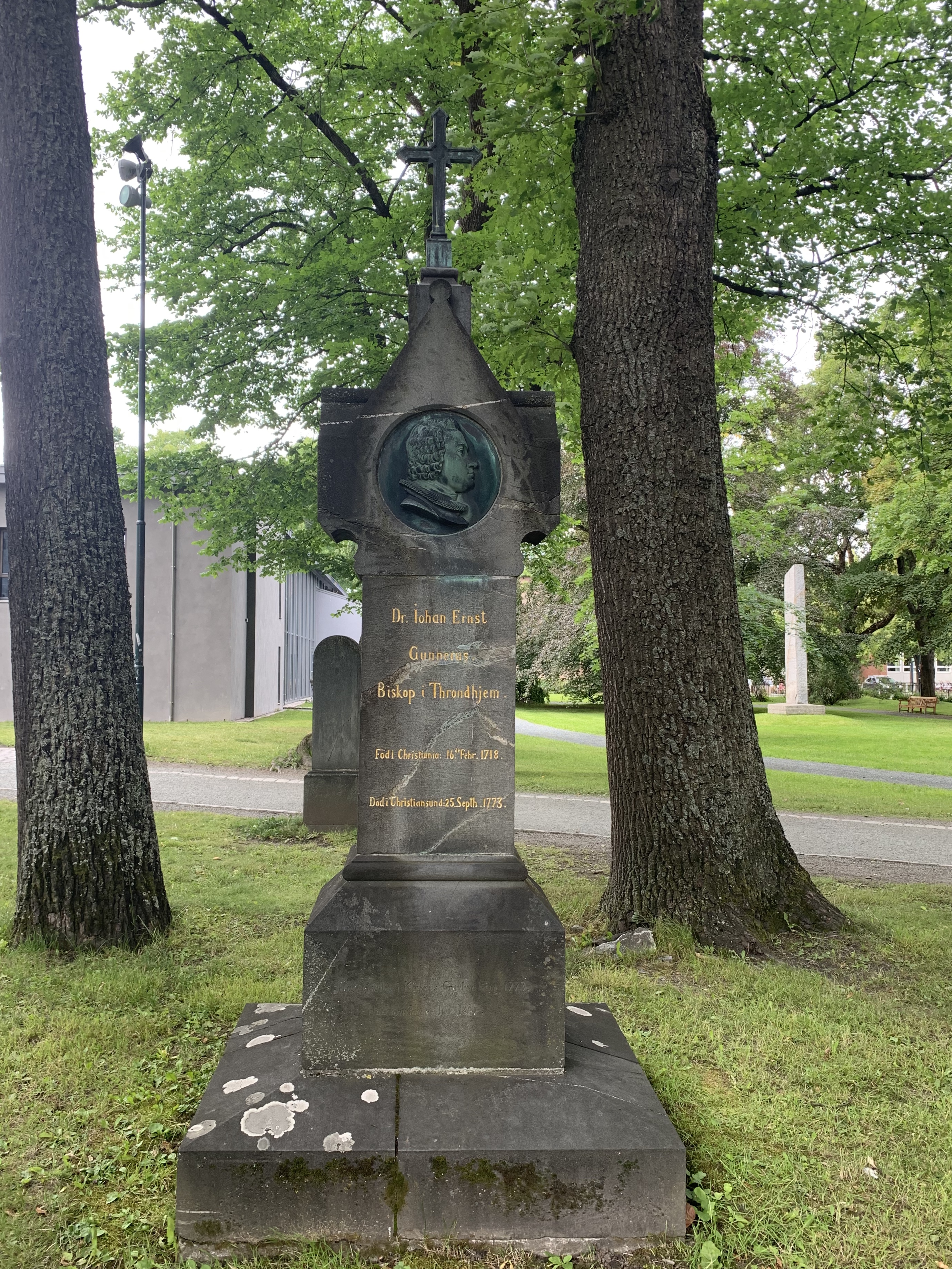
Monumento a Gunnerus en Trondheim, Noruega

Gunnerus fue el primero en sugerir que las luces del norte estaban causadas por el Sol, también podría haber auroras alrededor de la luna, Venus y Mercurio.

## Honores

### Epónimos
Género de plantas
- Gunnera L. 1756

## Obra
- Flora Norvegica (1766-1776)

- Gunnerus contribuyó con notas de ornitología del norte de Noruega al trabajo de Knud Leem, Beskrivelse over Finmarkens Lapper (1767), traducido al inglés en 1808 como An Account of the Laplanders of Finmark. En este trabajo Gunnerus fue la primera persona en dar un nombre científico a las zancudas de plumas verdes
- Hans opvækkelige Hyrdebrev til det velærværdige, høj- og vellærde Præsteskab i Tronhjems Stift. J. C. Winding, Trondheim 1758 (Faksimile: Trondheim 1997, ISBN 82-7113-075-7; Deutsche Ausgabe: Erwecklicher Hirten-Brief and die Wohlehrwürdige, Hoch- und Wohlgelahrte Priesterschaft im Stifte Druntheim, von dem Verfasser aus dem Dänischen ins Deutsche übersetzt, und mit einigen zur Druntheimischen gelehrten Historie gehörenden Anmerkungen vermehret. Pelt, Trondheim 1758)
- De modis adquirendi ius in re et praesertim dominium secundum principia iuris naturalis. Croeker, Jena 1747 (Disertación de la Universidad de Jena)
- Tractatus Philosophicus De Libertate Scientifice Adornatus, Cuno, Jena 1747
- Beweis von der Wirklichkeit und Einigkeit Gottes aus der Vernunft, Jena 1748
- Beurtheilung des Beweises der vorherbestimmten Übereinstimmung, Jena und Leipzig 1748
- Dissertatio philosophica, in qua demonstratur praescriptionem non esse iuris naturalis. Schill, Jena 1749 (Disertación de la Universidad Jena)
- Vollständige Erklärung des Natur- und Völkerrechts. Nach denen beliebten Grundsätzen des Herrn Hofrath Darjes. In Acht Theilen..., Cröcker, Jena 1752
- Unvolkommene Glückseligkeit dieses Lebens. Trauerrede auf Friedrich Georg Wilhelm Stöber. Jena 1753
- Dissertatio philosophica continens caussam Dei, vulgo theodiceam, ratione originis et permissionis mali in mundo habita, Marggraf, Jena 1754
- Institvtiones Theologiae Dogmaticae. Methodo, Uti Dicitur, Systematica, Inter Alia, Ad Vetustiores Theologos Felicius Intelligendos Conscriptae, Hartungius, Jena 1755
- Ars heuristica intellectualis usibus auditorii adcommodata. Mumme, Leipzig 1756
- Institutiones metaphysicae. Scholis academicis potissimum adcommodatae. Wentzel, Kopenhagen y Leipzig 1757
- Betragtninger over Sielens Udødelighed. Pelt, Kopenhagen 1761 (Digitalizado)
- Flora Norvegica. Observationibus presertim oeconomicis panosque norvegici locupletata. Vingind, Trondheim 1766-1772
- Anmerkungen zu Knud Leem: Beskrivelse over Finmarkens lapper. Deres tungemaal, levemaade og forrige afgudsdyrkelse, oplyst ved mange kaabberstykker. Salikath, Kopenhagen 1767
- Briefwechsel mit Carl von Linné (Ausgabe: Brevveksling 1761-1772, ed. von Leiv Amundsen. Universitetsforlag, Trondheim, ISBN 82-00-23078-3)

- La abreviatura «Gunnerus» se emplea para indicar a Johan Ernst Gunnerus como autoridad en la descripción y clasificación científica de los vegetales.[1]

## Abreviatura (zoología)
La abreviatura Gunnerus  se emplea para indicar a Johan Ernst Gunnerus como autoridad en la descripción y taxonomía en zoología.